# Günther von Kluge
Pour les articles homonymes, voir Kluge.
Ne doit pas être confondu avec Hans Günther.
Günther von Kluge, parfois surnommé Hans von Kluge, est un officier général allemand né le 30 octobre 1882 à Posen (Province  de Posnanie) et mort le 18 août 1944 près de Dombasle-en-Argonne (France), probablement par suicide alors qu'il était en route pour Berlin.
Il a atteint le grade de Generalfeldmarschall au début de la Seconde Guerre mondiale et était le commandant en chef du front de l'Ouest pendant la bataille de Normandie, au moment de sa convocation à Berlin.

## Biographie
Fils du général prussien Max Kluge (de), Günther Kluge suit les traces de son père et s'engage le 22 mars 1901, comme Leutnant dans le Deutsches Heer, l’Armée de terre de l'Empire allemand. Surnommé der kluge Hans par ses camarades, le jeune Günther est affecté au 46e régiment d'artillerie de campagne, où il fait fonction d'aide de camp.
En 1908, Kluge suit une formation à l'académie militaire. Il en sort Oberleutnant en juin 1910. En 1912, il est affecté à l'état-major.

### Première Guerre mondiale
À la déclaration de guerre en août 1914, Kluge (qui bénéficie désormais de la particule von héritée de son père) est promu Hauptmann. Il sert notamment sur le front de l'Est à l'état-major du XXIe Armeekorps. En 1918, il fait fonction de chef du personnel à l'état-major de la 236. Infanterie-Division. À l'automne 1918, il est gravement blessé près de Verdun en Lorraine.

### Entre-deux-guerres
À l'issue de la guerre, Günther von Kluge reste dans l'Armée. Il est promu Major le 1er avril 1923, alors qu'il travaille pour le ministère de la Défense de la république de Weimar. Il est affecté ensuite dans un centre de formation militaire. Le 1er août 1926, il est nommé commandant d'une compagnie du 3. Artillerie-Regiment. Promu Oberstleutnant le 1er juillet 1927, il est affecté à la 1. Kavallerie-Division en 1928. Là, il est promu Oberst le 1er février 1930, avant d'être nommé chef de corps du 2. Artillerie-Regiment le 1er mars 1930. D’octobre 1931 à janvier 1933, il sert à l'état-major de la division Artillerieführer III. Le 1er février 1933, Kluge est promu Generalmajor,. Chargé de l'inspection des troupes de transmission, il est promu Generalleutnant en avril 1934. Le 1er octobre 1934, il est affecté à la 6. Division der Reichswehr. Le 1er avril 1935, il est affecté à l'état-major au VI. Armeekorps. Promu General der Artillerie le 1er août 1936, Kluge est nommé commandant en chef du Heeresgruppen-Kommando 6, le groupe d'armées no 6.
En février 1938, comme la plupart de ses collègues qui ne sont pas favorables à une politique étrangère agressive vis-à-vis de la Tchécoslovaquie, Kluge est évincé. Il est cependant rapidement rappelé, et nommé le 1er décembre 1938 chef du Gruppenkommando 6. Il participe alors, à la tête de ce corps, à l’occupation de la région des Sudètes.

### Campagnes de Pologne et de France

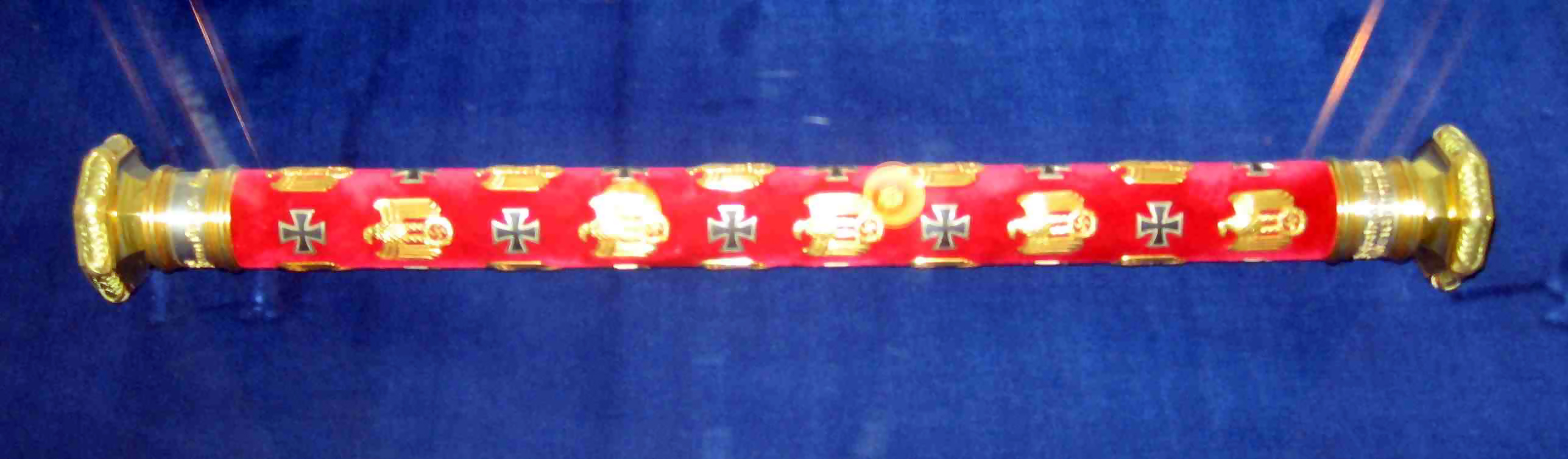
Bâton de Generalfeldmarschall de Kluge, reçu en 1940.

En septembre 1939, il commande la IVe armée durant l’invasion de la Pologne et joue un rôle important dans les combats du corridor de Dantzig, puis dans ceux de la Vistule. Le 30 septembre 1939, pour la qualité de son commandement, il reçoit la croix de chevalier de la croix de fer.
Le 1er octobre 1939, Günther von Kluge est promu Generaloberst,.
Lors de la bataille de France en mai et juin 1940, Kluge mène ses troupes de la Belgique au sud-ouest de la France. Ses qualités, sa grande intelligence, son énergie et son professionnalisme le font remarquer par Hitler, qui l’inclut dans la promotion des douze Generalfeldmarschall du 19 juillet 1940.

### Front de l'Est

#### Opération Barbarossa

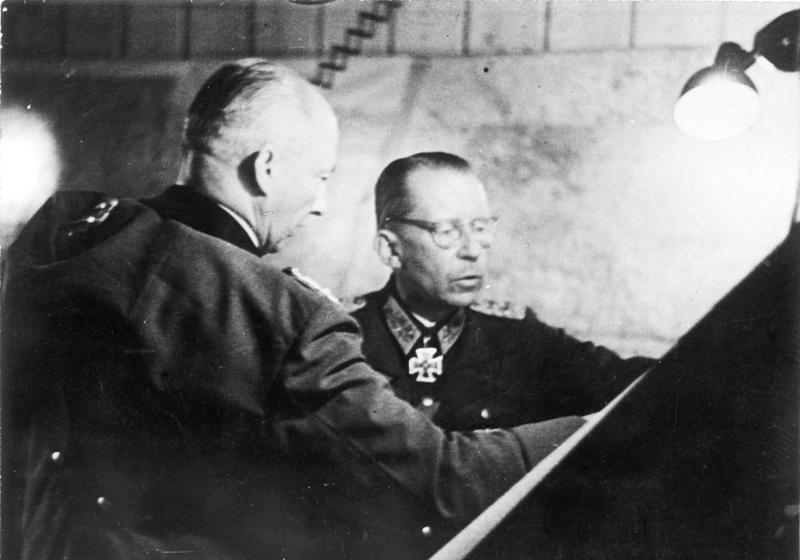
Kluge (de dos) et Heinrici (à droite) en 1943, étudiant des cartes en Union soviétique.

Aux premiers jours de l’invasion de l'Union soviétique, le 29 juin 1941, Kluge donne pour consigne de fusiller non seulement tous les civils trouvés en possession d'une arme blanche, mais aussi les femmes en uniforme. Il annule toutefois cet ordre après la réception d’une consigne de l'OKH relative aux femmes soldats, mais face aux excès provoqués par son ordre, il ordonne le 1er juillet suivant de traiter les soldats soviétiques qui se rendent comme des prisonniers de guerre.
Sa IVe armée, forte de treize divisions, prend Smolensk en juillet 1941, puis est envoyée en Ukraine.
Trois mois plus tard, elle reçoit l’ordre d'attaquer Moscou, mais est finalement bloquée.
Kluge remplace Bock, à la tête du groupe d’armées « Centre » à la fin 1941. Sa réputation est alors celle d’un stratège et d’un chef énergique, mais aussi d’un homme impulsif et de caractère difficile. Ainsi, après s’être opposé au Generaloberst Hoepner à qui il reproche son inactivité devant Moscou, ce qui vaut à ce dernier d'être congédié par Hitler, il s'en prend à Guderian, avec lequel il a déjà eu plusieurs différends au cours de la campagne, et qui subit le même sort en se faisant retirer le commandement de la 2e armée blindée. Une totale et durable inimitié se crée ainsi entre les deux hommes.

#### Accident en Biélorussie et convalescence
Après avoir dirigé son groupe d’armées pendant près de deux ans — ce qui constitue un record de longévité pour un commandement de cette importance — notamment lors de la bataille de Koursk, Kluge, de retour d’une permission passée à Berlin, est sérieusement blessé quand sa voiture se retourne sur la route reliant Orcha à Minsk, à la mi-octobre 1943.
Renvoyé en convalescence dans sa famille, Kluge est remplacé le 27 octobre 1943, par le Generalfeldmarschall Ernst Busch.

### Retour sur le front de l'Ouest

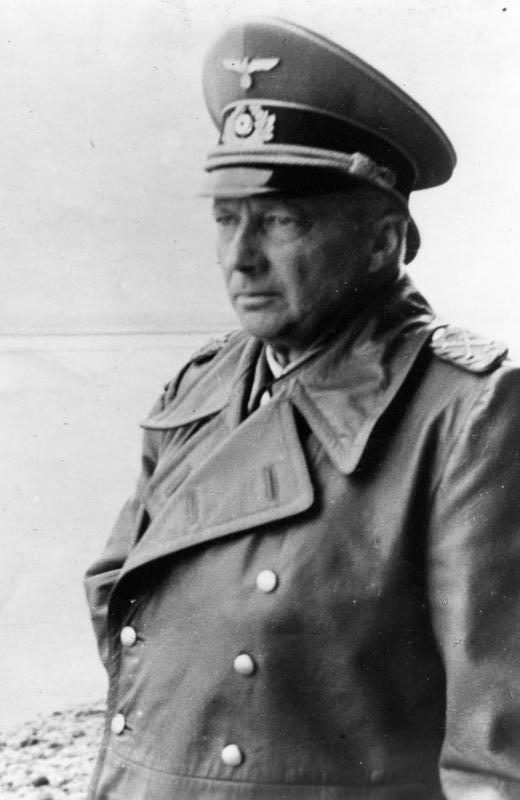
Kluge, qui vient d’être nommé commandant en chef sur le front de l'Ouest, est en visite sur la côte de la Manche en juillet 1944, à distance des zones où ont débarqué les Alliés.

Il ne reprend un service actif qu’au début du mois de juillet 1944 en succédant au Generalfeldmarschall von Rundstedt comme Oberbefehlshaber West et chef du groupe d’armées D. Deux semaines plus tard, il prend aussi le commandement du groupe d’armées B à la suite de la blessure de Rommel, dont la voiture a été mitraillée par un avion allié.

#### Attentat contre Hitler
Sollicité depuis plusieurs années par les opposants à Hitler — notamment Tresckow, Beck, Goerdeler et Olbricht — avec qui il entretient des liens d’amitié, Kluge se fait leur complice à l’issue de l’attentat du 20 juillet 1944 en relayant trop vite l’annonce de la mort du Führer. Fort des informations qui lui auraient été communiquées par Guderian, Hitler ordonne une enquête, enquête qui finalement n’aboutit pas. Soupçonné par la Gestapo, Kluge conserve cependant son commandement, pour quelques semaines encore.
Dans son roman Les ombres de Katyn, Philip Kerr évoque ainsi le maréchal von Kluge :
« Tout comme celle de plusieurs officiers supérieurs de la Wehrmacht, dont Hindenburg lui même, la loyauté à Hitler du Maréchal Günther von Kluge était garantie par d'importants pots de vin. Néanmoins il continua à jouer les comploteurs. »

#### Échec des contre-attaques en Normandie
Kluge se montre incapable de mener à bien la contre-attaque de Mortain ou participe la 2e division SS « Das Reich » (2. SS Panzerdivision Das Reich) mené par Heinz Lammerding c'est l'unité qui a été impliquée dans les Massacre de Tulle, et du Massacre d'Oradour-sur-Glane mené par le commandant Adolf Diekmann et Otto-Erich Kahn puis Heinz Barth. Kluge sera incapable d'enrayer l’encerclement des forces allemandes autour de Falaise qui la suit. Comprenant que la rupture du front ouest est maintenant inévitable, il transmet à l’OKW, depuis le QG de la VIIe armée, un memorandum proposant à Hitler l’évacuation totale de la France. Son plan consiste à évacuer le maximum d’hommes et de matériel, y compris les troupes du groupe d'armées G de Blaskowitz disposées dans le Sud de la France, afin de tenir une ligne de front plus courte sur la frontière allemande d’avant 1940.

#### Perte de confiance d'Hitler
À la suite d’un incident qui isole Kluge de son état-major pendant plusieurs heures le 15 août 1944, Hitler prend prétexte de ce qu’il soupçonne être une tentative de passer à l’ennemi, pour le relever de ses fonctions et le remplacer par le Generalfeldmarschall Model ; ce dernier, dès qu'il arrive en France, invite Kluge à rejoindre immédiatement Berlin pour qu'il s’explique devant le Führer.

### Retour en Allemagne et suicide
Le 18 août 1944, Kluge doit prendre la route pour rejoindre Berlin. Augurant d’une arrestation, il préfère le suicide au déshonneur : peu avant Verdun, entre Clermont-en-Argonne et Dombasle-en-Argonne, il profite d'une pause déjeuner au bord de la route pour croquer une capsule de cyanure de potassium. Il laisse une lettre à Hitler. Dans cette lettre, il se justifie de l'échec en Normandie et appelle le Führer à mettre fin à la guerre :

« ... alors, mon Führer, mettez un terme à cette guerre. Le peuple allemand a déjà tant souffert qu'il est temps d'arrêter ces horreurs. ... »

Selon l'auteur à succès allemand Paul Carell :

« Ce fut aux environs de Metz que Kluge absorba une ampoule de cyanure. Model ne put bien entendu maîtriser la situation [NDLR : sur le front de Normandie] : il ne put rien changer au drame qui se déroulait dans l'immense nasse tendue entre Argentan et Falaise. »

— Paul Carell
Il est inhumé avec les honneurs militaires[source insuffisante] le 1er septembre 1944, près du village de Böhne, dans la province du Brandebourg, à proximité immédiate du mausolée des familles von Briest et von Briesen.
Aucun dignitaire politique n'était présent au service funèbre. Il a été enterré dans la terre à sa demande. Pour ses funérailles, Hitler refuse les honneurs militaires[source insuffisante] à Kluge, honneurs qu'il accorde pourtant quelques semaines plus tard à Rommel après l'avoir contraint au suicide.

## Controverse sur les circonstances de sa mort
Les circonstances de la mort de Kluge soulèvent des questions. Les sources historiques soviétiques, allemandes, françaises, américaines et polonaises parlent de « suicide ». Cette version officielle est mise en doute par certains auteurs, dont Kazimierz Moczarski, un journaliste et écrivain polonais.
Hypothèse de l'homicide
Moczarski affirme, sans apporter de preuves, qu'il a été tué par Jürgen Stroop. Le récit de Moczarski est séduisant : Moczarski lui-même et un officier SS du nom de Schielke passent 225 jours avec Stroop dans la même cellule, en 1949. Stroop est déjà condamné à mort et il est en attente d'une deuxième condamnation à mort. Dans ce contexte, où Stroop ne semble plus rien avoir à perdre, l'écrivain polonais relate ses déclarations :
« Le 19 août au petit matin, [Jürgen Stroop] j'eus un deuxième entretien avec Kluge. Mais cette fois, je fus sec. Je lui déclarai qu'il avait le choix : suicide ou comparaître devant le tribunal du peuple. Kluge répondit à cela que nos « propositions impudentes » ne l'intéressaient pas. […] Kluge souriait et jetait quelques phrases de temps à autre sur un ton autoritaire. Ses brèves formulations étaient d'une logique extraordinaire. Je ne pus lui faire entendre raison. Je laissai un pistolet chargé dans la pièce et sortis. Je pensais qu'il aurait recours au Selbstmord. Je revins au bout de quinze minutes. Finalement, je repris l'arme et laissai un verre d'eau et du poison sur la table. Tout cela en vain. Il ne céda pas. Il écrivit seulement une lettre à Adolf Hitler. […] Ici, Stroop s'interrompit et se mit à ranger ses affaires. Au bout de quelques minutes, je [Kazimierz Moczarski] demandai :
« – Et comment tout cela s'est-il terminé ? »
D'abord, Stroop ne répondit pas. Lorsque je renouvelai ma question il dit, avec une hésitation très nette :
« – Il a pourtant fini par se retrouver sur le plancher, sur un joli tapis, avec un trou dans la tête…
– Vous l'avez assassiné !!! m'écriai-je. »
Schielke blêmit soudain. Stroop ne dit rien. Il prit seulement sa Bible en main et leva les yeux. Il resta ainsi environ une minute. […] Il fit le ménage et dit, au bout d'un certain temps, assez long, comme si les confidences précédentes n'avaient pas eu lieu :
« – Au cours d'un entretien téléphonique, Heinrich Himmler me demanda de faire parvenir à son quartier général un rapport selon lequel Kluge était monté, en France, dans l'avion qui devait le conduire auprès d'Adolf Hitler, mais s'était suicidé juste avant le départ. »
— Kazimierz Moczarski
L'hypothèse d'un homicide est séduisante, mais n'a jamais pu être confirmée par les historiens.

## Promotions
- Leutnant – 22 mars 1901
- Oberleutnant – 16 juin 1910
- Hauptmann – 2 août 1914
- Major – 1er avril 1923
- Oberstleutnant – 1er juillet 1927
- Oberst – 1er février 1930
- Generalmajor – 1er février 1933
- Generalleutnant – 1er avril 1934
- General der Artillerie – 1er août 1936
- Generaloberst – 1er octobre 1939
- Generalfeldmarschall – 19 juillet 1940

## Décorations
- Croix de fer (1914)
  - 2e classe
  - 1re classe
- Croix de chevalier de l'ordre de Hohenzollern avec glaives
- Ordre du Mérite militaire de Bavière 4e classe avec glaives
- Croix du Mérite militaire de Mecklembourg-Schwerin 2e classe
- Verdienstmedaille für Rettung aus Gefahr
- Ordre de la Couronne de fer 3e classe avec décoration de guerre
- Croix du Mérite militaire d'Autriche 3e classe avec décoration de guerre
- Insigne des blessés (1918)
  - en Noir
- Croix d'honneur
- Médaille de l'Anschluss
- Médaille des Sudètes
- Agrafe de la croix de fer (1939)
  - 2e classe (5 septembre 1939)
  - 1re classe (17 septembre 1939)
- Médaille du Front de l'Est
- Croix de chevalier de la croix de fer avec feuilles de chêne et glaives
  - Croix de chevalier de la croix de fer le 30 septembre 1939 en tant que General der Artillerie et commandant en chef de la 4. Armee[13]
  - 181e feuilles de chêne le 18 janvier 1943 en tant que Generalfeldmarschall et commandant en chef de la Heeresgruppe Mitte[13]
  - 40e glaives le 29 octobre 1943 en tant que Generalfeldmarschall et commandant en chef de la Heeresgruppe Mitte[13]
- Mentionné quatre fois dans le Wehrmachtbericht (les 7 août 1941, 18 octobre 1941, 19 octobre 1941 et 3 septembre 1943)